# Detlev Reymann
Detlev Reymann (* 16. Mai 1957 in Bonn) ist ein deutscher Professor für Gartenbau und war vom 1. Januar 2009 bis zum 31. Dezember 2020 Präsident der Hochschule RheinMain.
Er war von 2008 bis 2010 Präsident der Deutschen Gartenbauwissenschaftlichen Gesellschaft (German Society for Horticultural Science, DGG), deren Alterspräsident er seit 2010 ist. Von 2011 bis 2013 war Reymann Vorsitzender der Konferenz der Hessischen Fachhochschulpräsidien (KHF), Mitglied der Arbeitsgruppe der Hochschulrektorenkonferenz (HRK) zur Europäischen Studienreform und seit 2013 Mitglied im Sprecherrat der Gruppe der Fachhochschulen in der Hochschulrektorenkonferenz.
Ende 2020 ging er in den Ruhestand.